# Rolf Zick

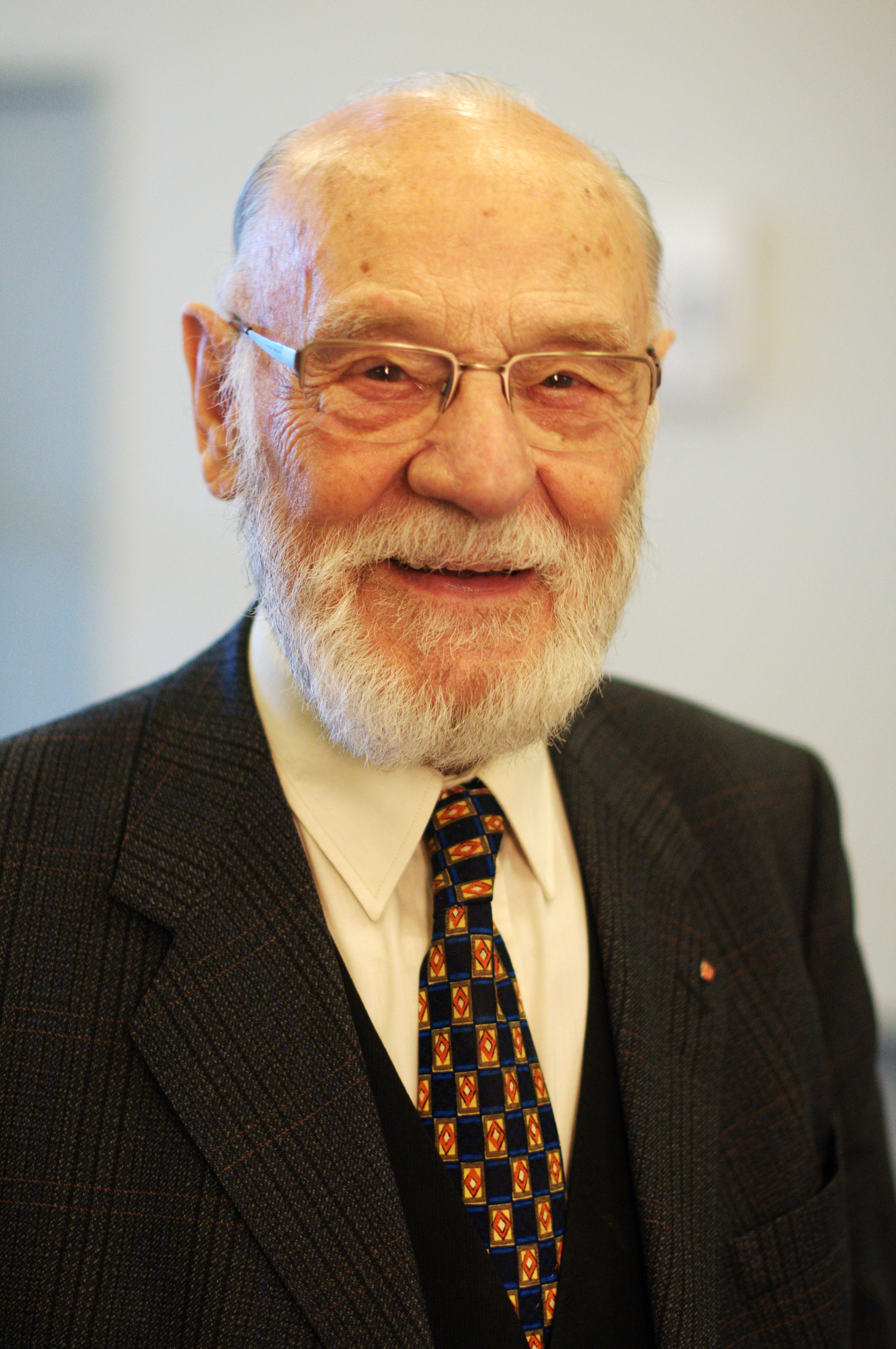
Rolf Zick (2013)

Rolf Zick (* 16. April 1921 in Dransfeld; † 8. März 2024 in Hannover) war ein deutscher Journalist und Chefredakteur von Nord-Report.

## Werdegang

### Familie
Zick entstammt einer Lehrerfamilie. Sein Vater war Hauptlehrer, von 1924 bis 1933 SPD-Mitglied und Mitglied des Reichsbanners Schwarz-Rot-Gold. Nach Angaben von Rolf Zick wurde seine Schwester während der Zeit des Nationalsozialismus im Rahmen der Krankenmorde getötet und sein Vater im Zuge des von den Nationalsozialisten erlassenen Gesetzes zur Wiederherstellung des Berufsbeamtentums degradiert und zwangsversetzt.

### Ausbildung, Kriegseinsatz und Kriegsgefangenschaft
Zick legte 1939 sein Abitur am Martino-Katharineum Braunschweig ab und wurde zur Wehrmacht eingezogen. Als Flakkommandant erlebte er 70 Luftangriffe auf Hannover.
Er war bis 1948 in sowjetischer Kriegsgefangenschaft, wo er nach seinen Angaben für medizinische Versuche missbraucht wurde.

### Berufstätigkeit als Journalist

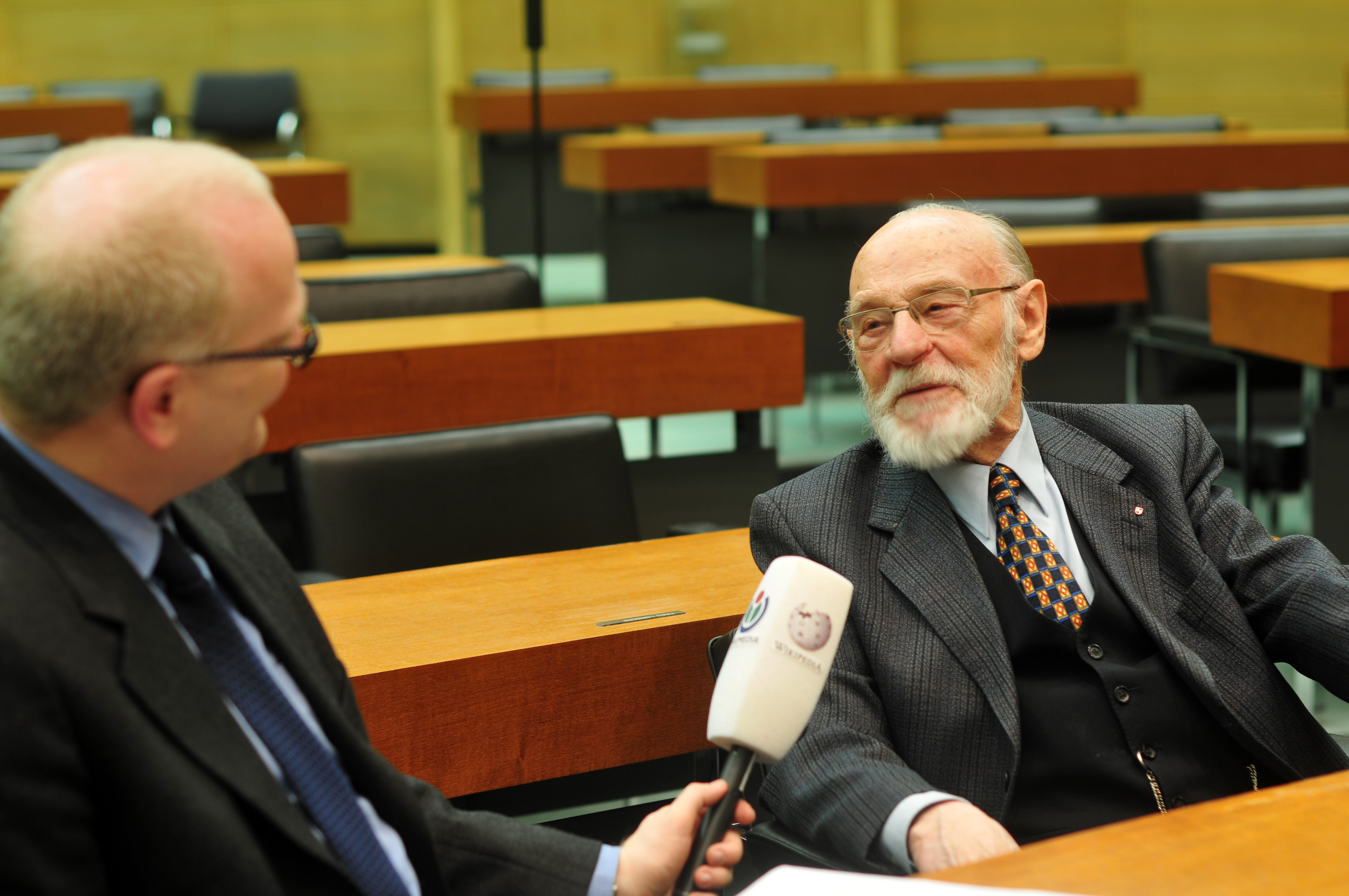
Rolf Zick beim Interview im Niedersächsischen Landtag (2013)

Er begann nach Rückkehr aus der Gefangenschaft seine journalistische Laufbahn zunächst als Lokalreporter in Göttingen.
Im Jahr 1960 kam er nach Hannover und berichtete von da an jahrzehntelang über niedersächsische Landespolitik. 1974 gründete er das selbstständige Pressebüro Nord-Report in Hohenzollernstraße, dessen Chefredakteur er war. Von 1970 bis 1988 und von 1989 bis 1990 war er Vorsitzender der niedersächsischen Landespressekonferenz.
Zicks Tochter Anne-Maria Zick führte den Nord-Report weiter, der mit dem Rundblick – Politikjournal für Niedersachsen zusammengelegt wurde.

## Kontroverse zu Zicks Mitgliedschaft in der NSDAP
Im August 2020 wurde bekannt, dass im Bundesarchiv zwei Karteikarten in der Orts- und der Gauleiter-Kartei der NSDAP Zick als Parteimitglied ausweisen (Mitgliedsnummer 7.117.445). Zick gab daraufhin an, nichts von der Mitgliedschaft zu wissen, da er nie einen Antrag gestellt habe. Der Historiker Christian Alexander Wäldner warf Zick dagegen vor, dass er seine NSDAP-Mitgliedschaft bisher verschwiegen habe, spreche gegen seine bisherige Erinnerungsarbeit. „Er wirkt in seinen Büchern, auch seinen Darstellungen über die eigene Rolle im Krieg, wie ein Opfer – etwa in der Kriegsgefangenschaft. Hinweise auf die Opfer der Deutschen fehlen dort leider.“

## Ehrungen
- 1981 Bundesverdienstkreuz 1. Klasse
- 1994 Großes Verdienstkreuz des Niedersächsischen Verdienstordens
- 2011 Niedersächsische Landesmedaille[16][17]
- 2011 Ehrenvorsitzender der Landespressekonferenz Niedersachsen[18][19]
- 2020 Leibniz-Ring des Presse Clubs Hannover[20]
- 2021 Ehrenvorsitzender des Presse Clubs Hannover

## Veröffentlichungen
- (mit Burkhard Nowotny): Hörfunk in Grossbritannien. Privater Lokalrundfunk. Verband Nordwestdeutscher Zeitungsverleger, 1980.
- (mit Maria Haldenwanger, Rolf Manfred Hasse): Kostbarkeiten in Bibliotheken Niedersachsens, Hrsg.: Arbeitsgemeinschaft der Bibliotheken in Niedersachsen, Hannover 1996.
- Ich war dabei und habe überlebt (Eigenverlag), ISBN 3-00-002062-4, 1997 (5. Auflage, 2002)[21]
- Die Landespressekonferenz am Puls des Geschehens. LPK, Hannover 1997, ISBN 3-00-002338-0
- Landesverkehrswacht Niedersachsen: 50 Jahre jung – Eine Dokumentation, Landesverkehrswacht Niedersachsen, 2001
- Die CDU in Niedersachsen: eine Chronik. Konrad-Adenauer-Stiftung, Sankt Augustin 2008, ISBN 978-3-940955-28-9.
- 60 Jahre Zahnärztekammer Niedersachsen – Eine Chronik 1949-2009, Zahnärztekammer Niedersachsen, 2009
- Walter Hirche – Ein Liberaler aus Niedersachsen. Georg Olms Verlag, Hildesheim 2014, ISBN 978-3-487-08534-0.
- Ein starkes Land im Herzen Europas: die CDU in Niedersachsen 1945 bis 2015. Konrad-Adenauer-Stiftung, Sankt Augustin / Berlin 2016, ISBN 978-3-95721-190-3.
- Der letzte Zeitzeuge : Ein halbes Jahrhundert hinter der landespolitischen Bühne. Hrsg. Presse Club Hannover e. V., Olms Verlag, Hildesheim, Zürich, New York 2021, ISBN 978-3-487-08635-4.[6]